# Przerwana dekada
Przerwana dekada. Wywiad rzeka – wywiad z Edwardem Gierkiem przeprowadzony przez Janusza Rolickiego i wydany w formie książkowej, bestseller na polskim rynku w roku 1990. Książka sprzedała się w nakładzie około miliona egzemplarzy, Rolicki zarobił na niej miliard złotych . Książka zapoczątkowała serię książek o tematyce polityczno-rozliczeniowej, które cieszyły się popularnością na początku lat 90. Zarzuca się jej idealizowanie lat 70. XX wieku.

## Praca nad książką

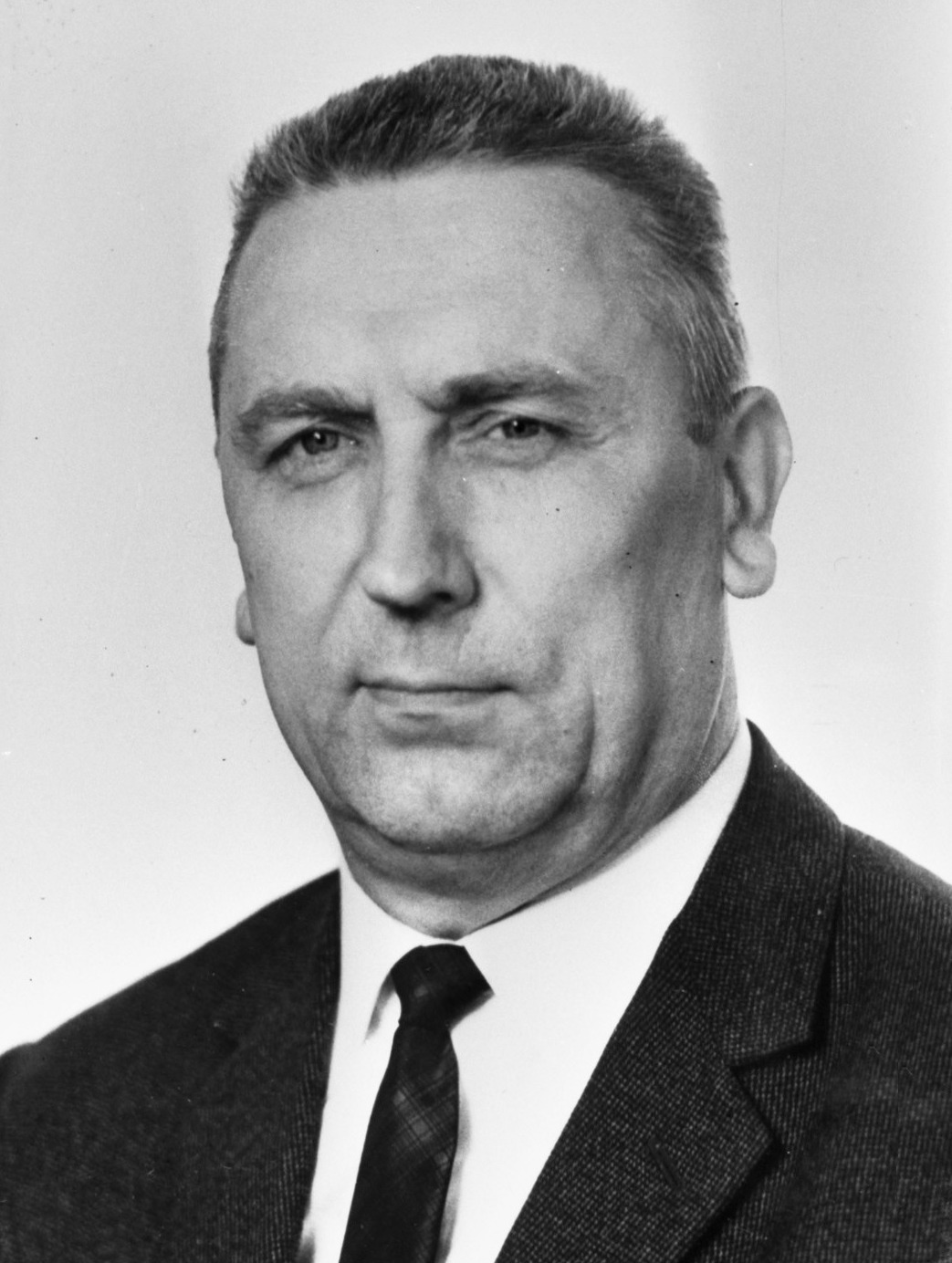
Edward Gierek

Wywiad z Gierkiem prowadzony był przez sześć dni w grudniu 1989 roku i nagrywany na dyktafonie. Rolicki następnie przepisał wywiad tworząc maszynopis, który dostarczył Gierkowi do autoryzacji w styczniu 1990 roku. Autoryzacja trwała pięć godzin. Gierek wahał się, czy autoryzować fragment mówiący, iż gen. Stanisław Kowalczyk miał się wypowiadać, że „Wałęsa to nasz człowiek”. Rolicki przekonywał Gierka, „że nie zaszkodzi Wałęsie, bo się od tej sprawy odcina”. Ostatecznie przyjęto wersję, że Kowalczyk „przechwalał się, że Wałęsa jest jego człowiekiem. Dosłownie, nie żartuję. Dziś wiadomo, że był to absurd, ale wtedy nie było powodu nie wierzyć jego zapewnieniom” .
Ustalono, że 80% honorarium przypadnie Rolickiemu, Gierek miał otrzymać 20% .

## Wizerunek Gierka
Gierek przedstawiony został w książce jako „mąż opatrznościowy, idealny przywódca, człowiek skromny i pracowity, a swoje decyzje przedstawia jako owoc wielotygodniowych demokratycznych konsultacji z gronem ekspertów, specjalistów i polityków”. Wielomilionowy dług Polski zostałby spłacony, gdyby nie został odsunięty od władzy. Późniejsze rządy generała Wojciecha Jaruzelskiego doprowadziły do zmarnowania dorobku „Drugiej Polski”. Książka jest również formą „słodkiej zemsty” ze strony Gierka na swoich byłych współpracownikach, którzy go zdradzili. Podczas premiery wypowiedział się, że jego największą porażką życiową są przyjaciele, którzy czołgali się przed nim, gdy był u władzy i pluli nań, gdy władzę stracił . Sam już tytuł książki sugeruje, że jest to rozprawa z ekipą Jaruzelskiego .
Dzięki książce Gierek stał się pierwszym przywódcą PRL, który już w roku 1990 zaczął kształtować swój wizerunek publiczny. Kontynuacją Przerwanej dekady była Replika wydana jeszcze w 1990 roku. Książki te wpłynęły na sposób, w jaki się o nim mówi i pisze.

## Oceny i odbiór
Gierek przesłał egzemplarz książki Lechowi Wałęsie. Wałęsa zrewanżował się przesłaniem swej książki Droga nadziei i dołączył list, w którym zaprzeczył, by kiedykolwiek był człowiekiem Kowalczyka, był jedynie przesłuchiwany w 1971 roku. „Od 1971 do 1976 nie było żadnych przesłuchań, ani kontaktów”, a w 1976 roku postanowił zawalczyć.
Paweł Sasanka zarzucił książce, że idealizuje lata 70., przedstawia je w fałszywym świetle i przyczyniła się do utrwalenia mitu pomyślnej dekady.
Wojciech Jaruzelski zarzucił Gierkowi, że przedstawił siebie jako rzecznika demokracji i głębokich przemian ustrojowych już w latach 70. Zarzucił mu też brak uczciwości jeżeli chodzi o możliwość dialogu z „Solidarnością” oraz krytykę wprowadzenia stanu wojennego. Agnieszka Wołk-Łaniewska w tygodniku „Nie” zarzuciła, że książka została napisana „na murzyna”, a Rolicki zrobił „ze swego bohatera intelektualistę” .
Wiesław Władyka ocenił, że książka jest jednym z największych sukcesów wydawniczych w historii polskiego dziennikarstwa, ale jest książką „hagiograficzną, bezkrytyczną, fundującą opowieści bałamutne”.